# Alt-Moabit 87

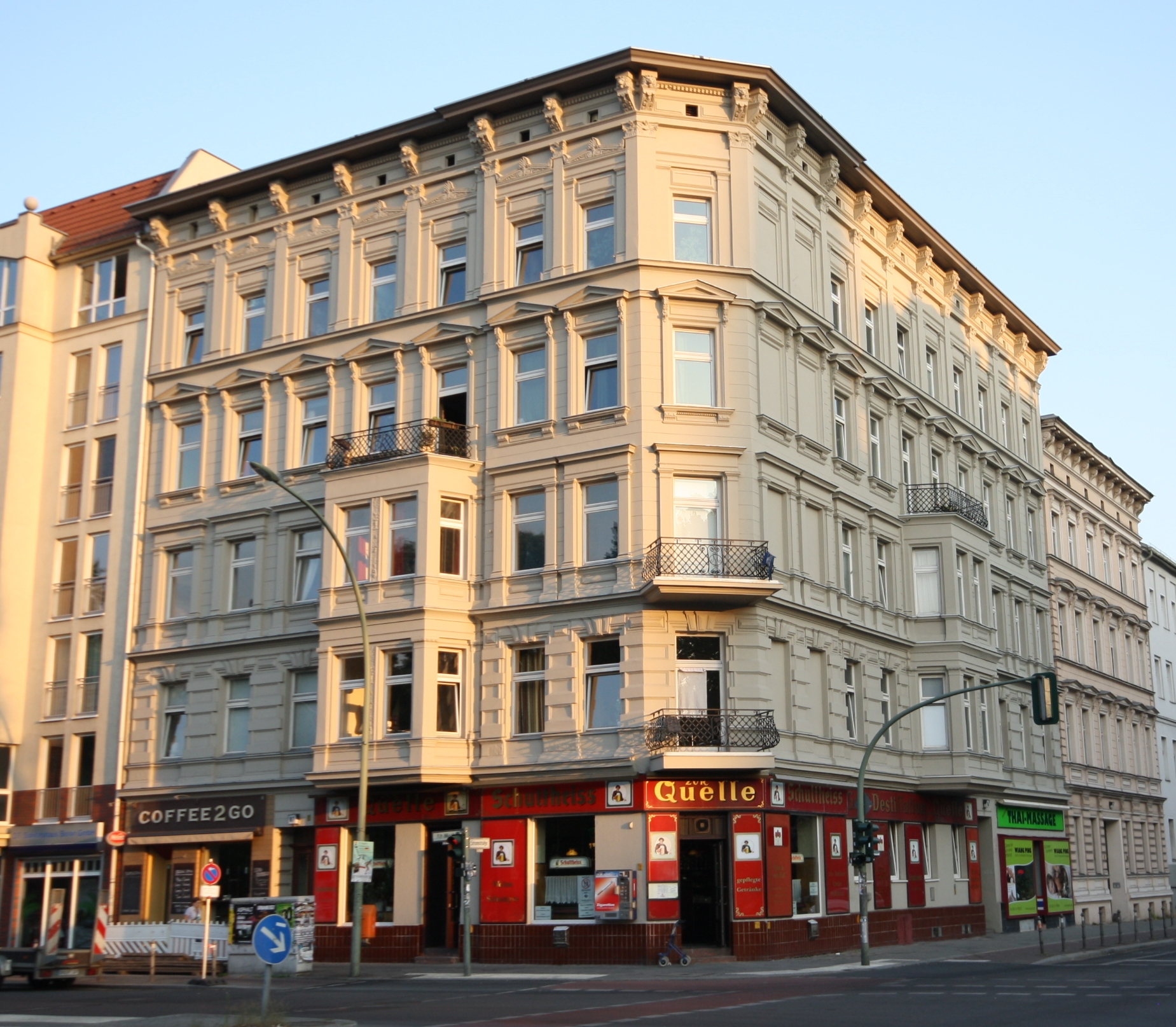
Alt-Moabit 87 (2013)

Alt-Moabit 87 / Stromstraße 10A ist ein denkmalgeschütztes Wohnhaus im Berliner Ortsteil Moabit.
Das Eckhaus wurde in den Jahren 1880 und 1881 errichtet (Architekt: Georg Stoedtner). Es wird durch Stuckdekor im Stil der italienischen Hochrenaissance geprägt. Heute wird das Erdgeschoss durch einen Dönerimbiss, durch die Gaststätte „Zur Quelle“ und durch ein Massagestudio genutzt.